# Eure (rivière)
Pour les articles homonymes, voir Eure.
L'Eure est une rivière française située au nord-ouest du Bassin parisien. Elle prend sa source dans la région naturelle du Perche puis elle s'écoule dans les départements de l'Orne, d'Eure-et-Loir, de l'Eure et de la Seine-Maritime, dans les deux régions Centre-Val de Loire et Normandie. C'est un affluent direct de la Seine en rive gauche.
Elle donne son nom à deux départements : l'Eure et l'Eure-et-Loir.

## Géographie
L'Eure prend sa source à la sortie de l'étang du Chevreuil sur la commune de Longny les Villages sur l'ancienne commune de Moulicent dans l'Orne. Elle arrose notamment Chartres et Maintenon en Eure-et-Loir, Pacy-sur-Eure, Saint-Aquilin-de-Pacy et Louviers dans l'Eure. Peu après avoir longé la Seine à Pont-de-l'Arche avec un déversoir depuis l'Eure vers la Seine (49° 18′ 26″ N, 1° 09′ 18″ E, altitude non cotée : 4 m), elle la rejoint à Saint-Pierre-lès-Elbeuf (Seine-Maritime).
D'une longueur de 228,7 km, ses deux principaux affluents sont l'Avre et l'Iton.

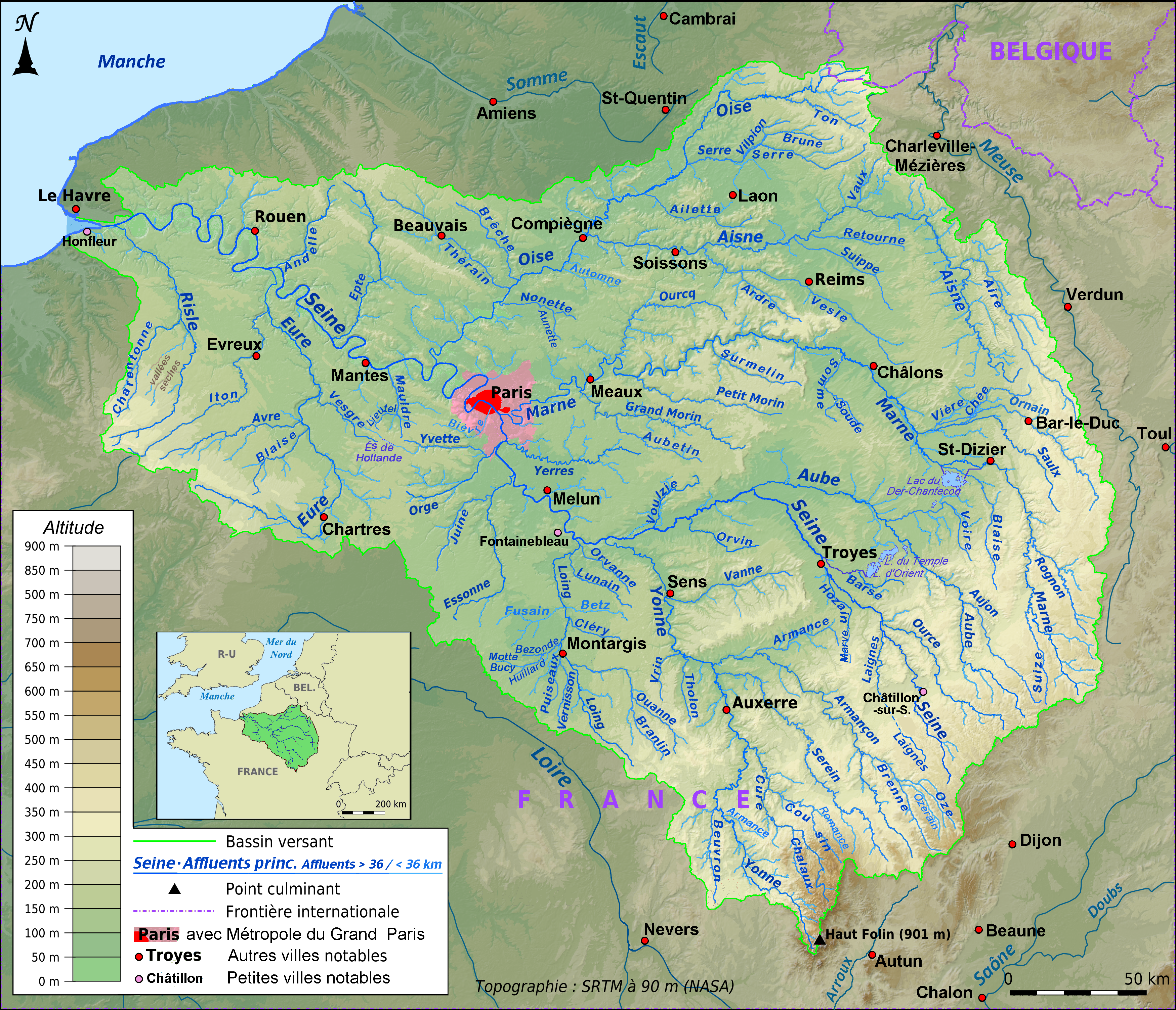
Position de l'Eure dans le bassin de la Seine.

### Départements et communes traversés
Dans les quatre départements de l'Eure, d'Eure-et-Loir, de l'Orne et de la Seine-Maritime, l'Eure traverse quatre-vingt-onze communes, dont, de l'amont vers l'aval :

#### Département de l'Orne
Longny les Villages, Les Menus.

L'Eure dans l'Orne, d'amont en aval.
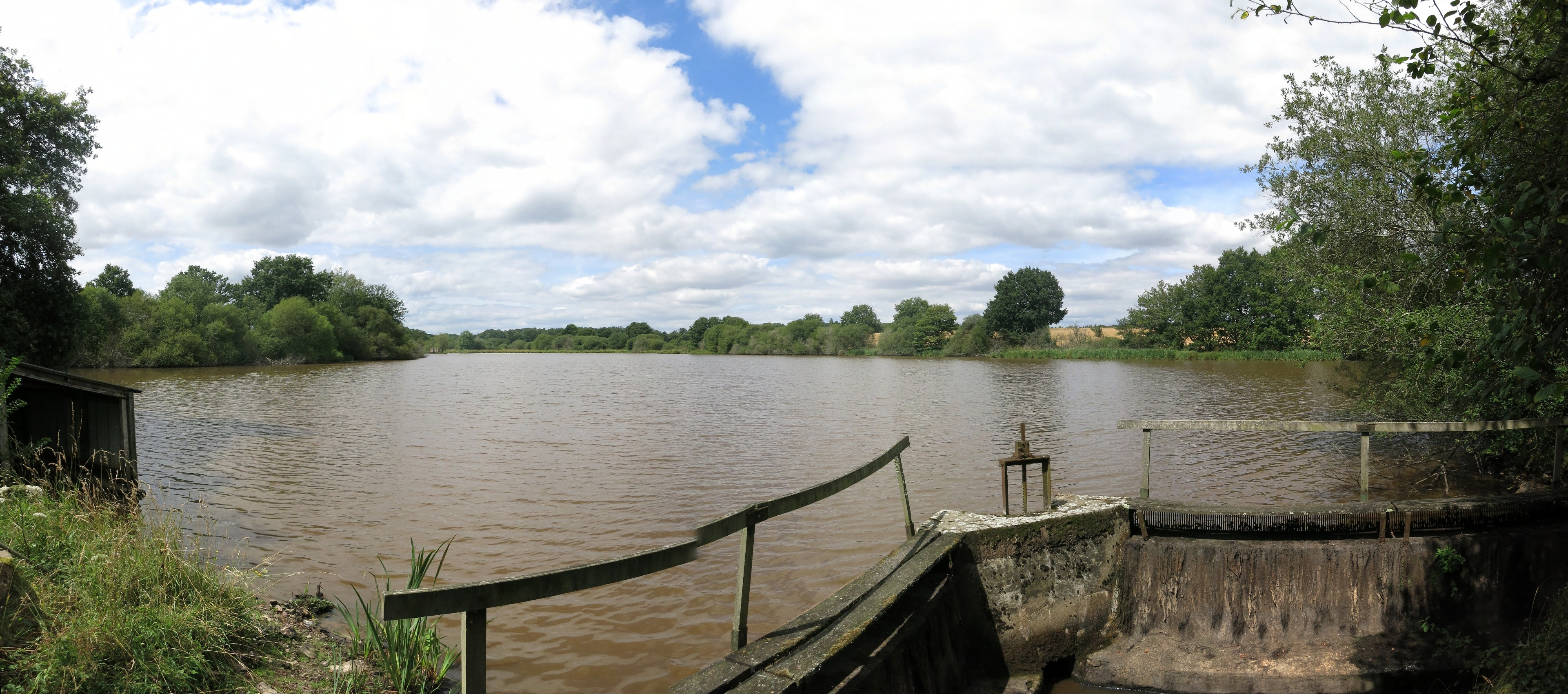
La Lande-sur-Eure.

#### Département d'Eure-et-Loir
De l'amont vers l'aval : Manou, Fontaine-Simon, Belhomert-Guéhouville, Saint-Maurice-Saint-Germain, Pontgouin, Landelles, Chuisnes, Courville-sur-Eure, Saint-Luperce, Saint-Georges-sur-Eure, Nogent-sur-Eure, Fontenay-sur-Eure, Mignières, Thivars, Loché (hameau de Ver-lès-Chartres), Barjouville, Morancez, Luisant, Le Coudray, Chartres, Lèves, Champhol, Saint-Prest, Jouy, Soulaires, Saint-Piat, Mévoisins, Maintenon, Pierres, Villiers-le-Morhier, Nogent-le-Roi, Coulombs, Lormaye, Bréchamps, Chaudon, Le Mesnil-Ponceau (hameau de Villemeux-sur-Eure), Charpont, Écluzelles, Luray, Mézières-en-Drouais, Sainte-Gemme-Moronval, Cherisy, Montreuil, Abondant, Sorel-Moussel, Saussay, Anet, Oulins, La Chaussée-d'Ivry, Guainville.

L'Eure en Eure-et-Loir, d'amont en aval.
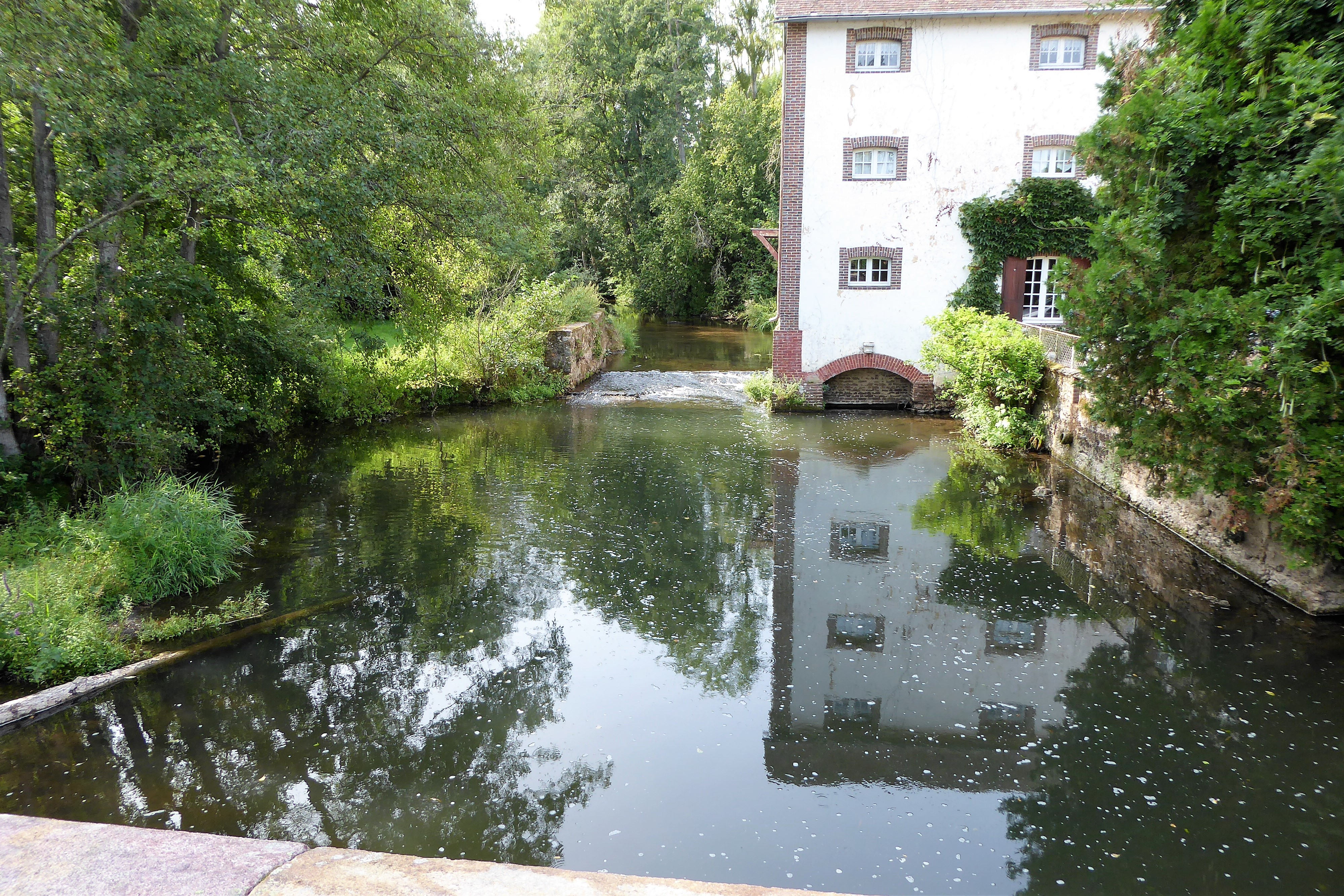
Moulin à Landelles.
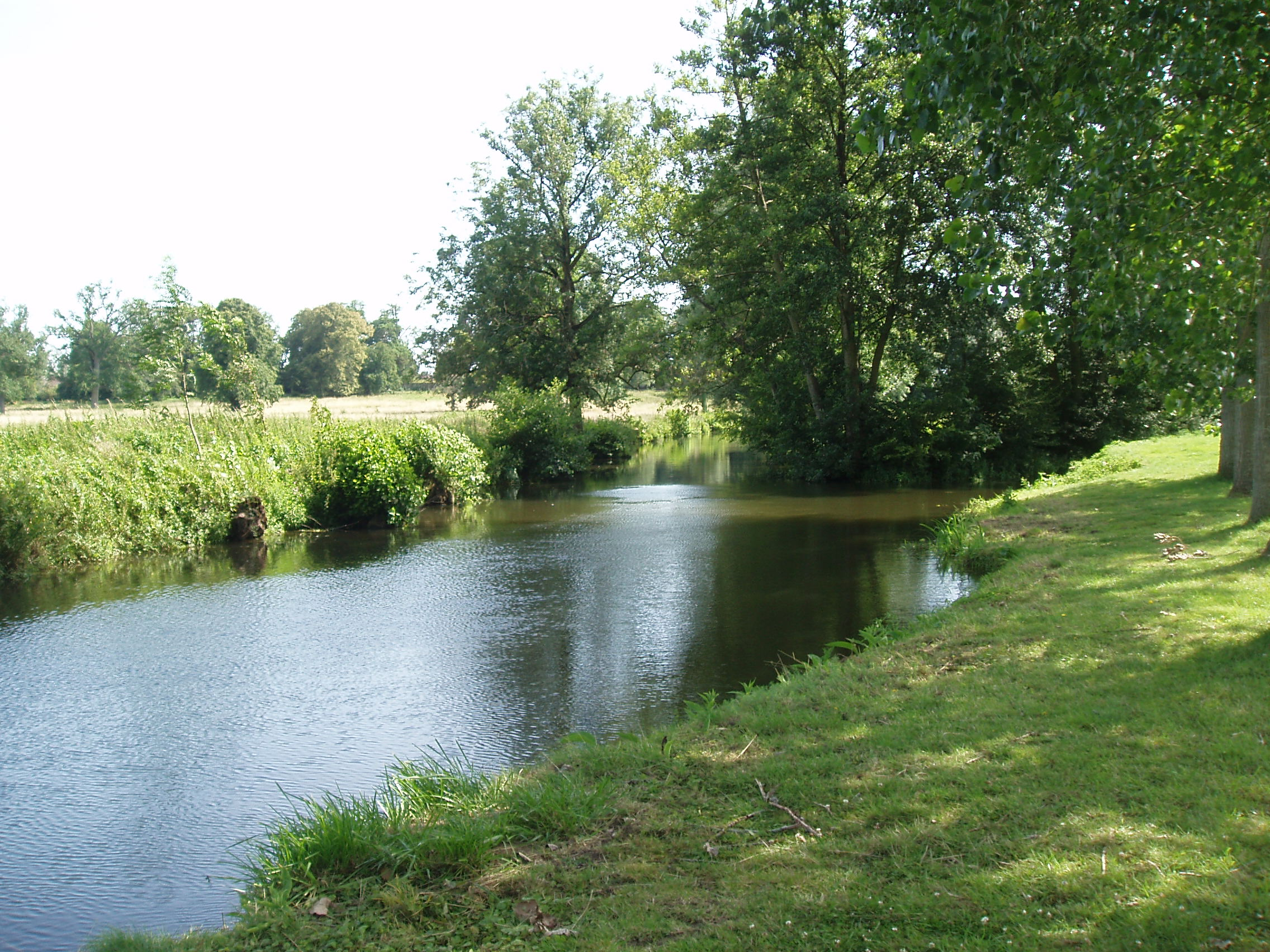
L'Eure entre Loché et La Varenne, Ver-lès-Chartres.
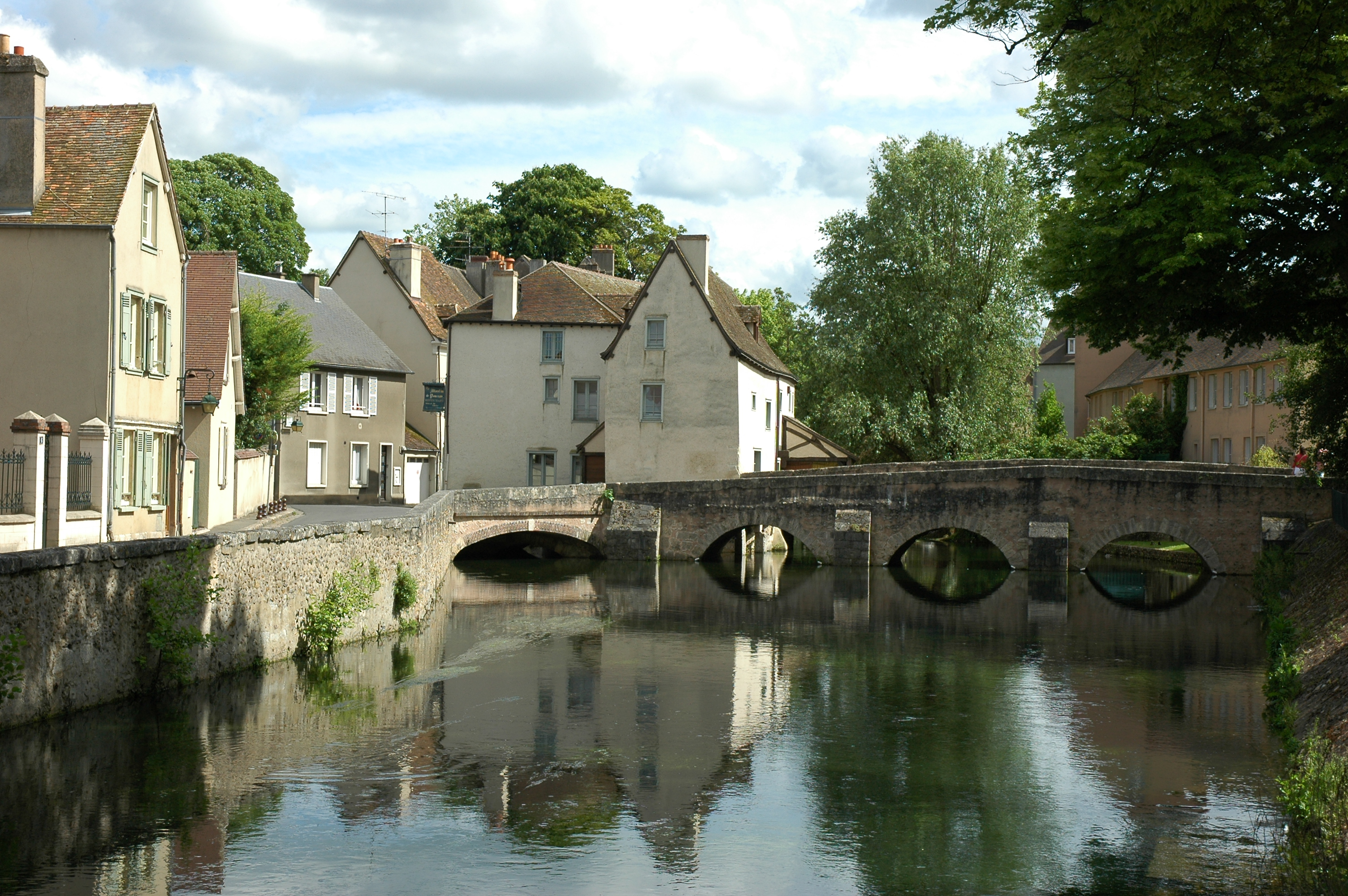
L'Eure traverse la vieille ville de Chartres.
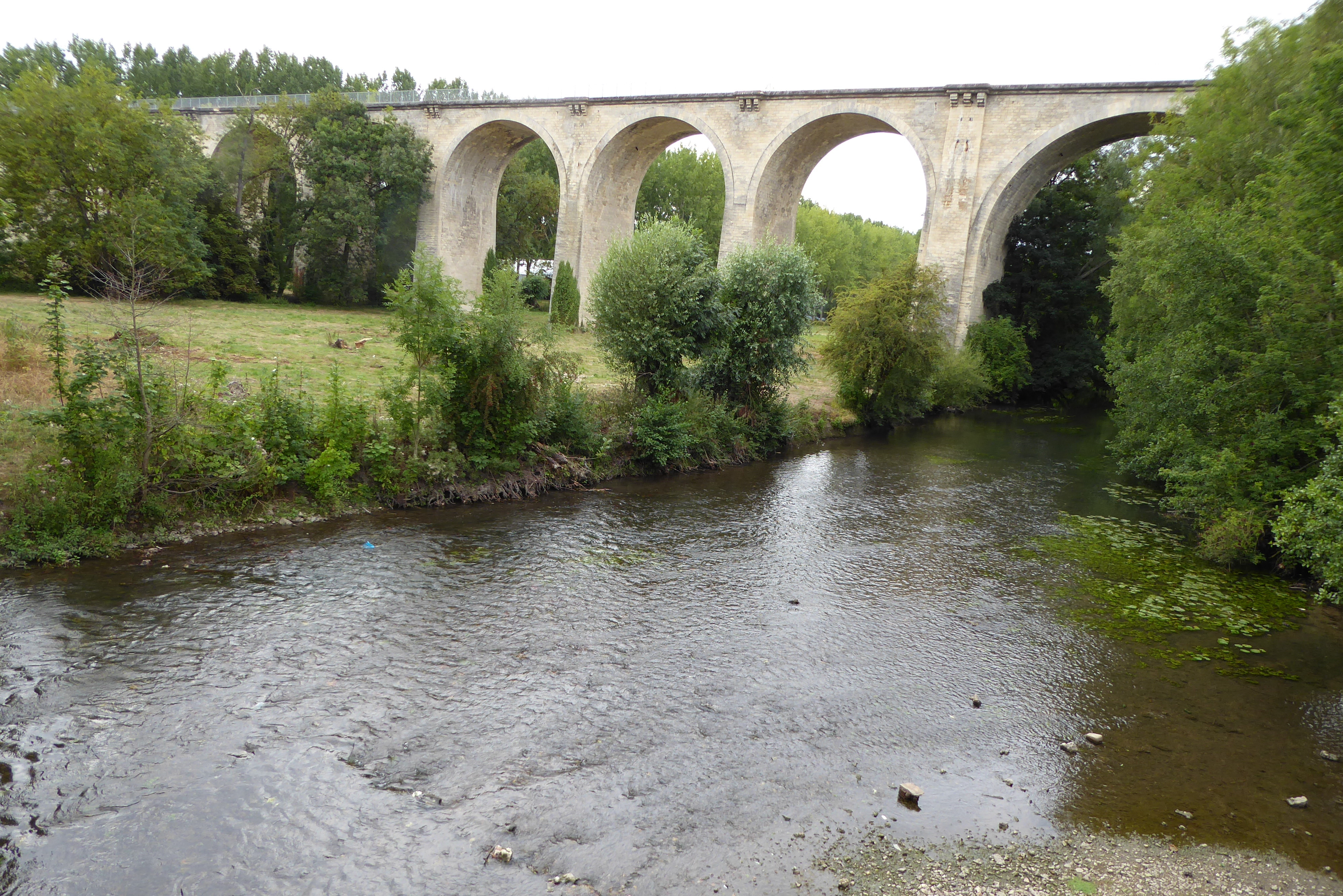
Viaduc sur l'Eure à Chartres de la ligne Paris-Chartres par Gallardon.
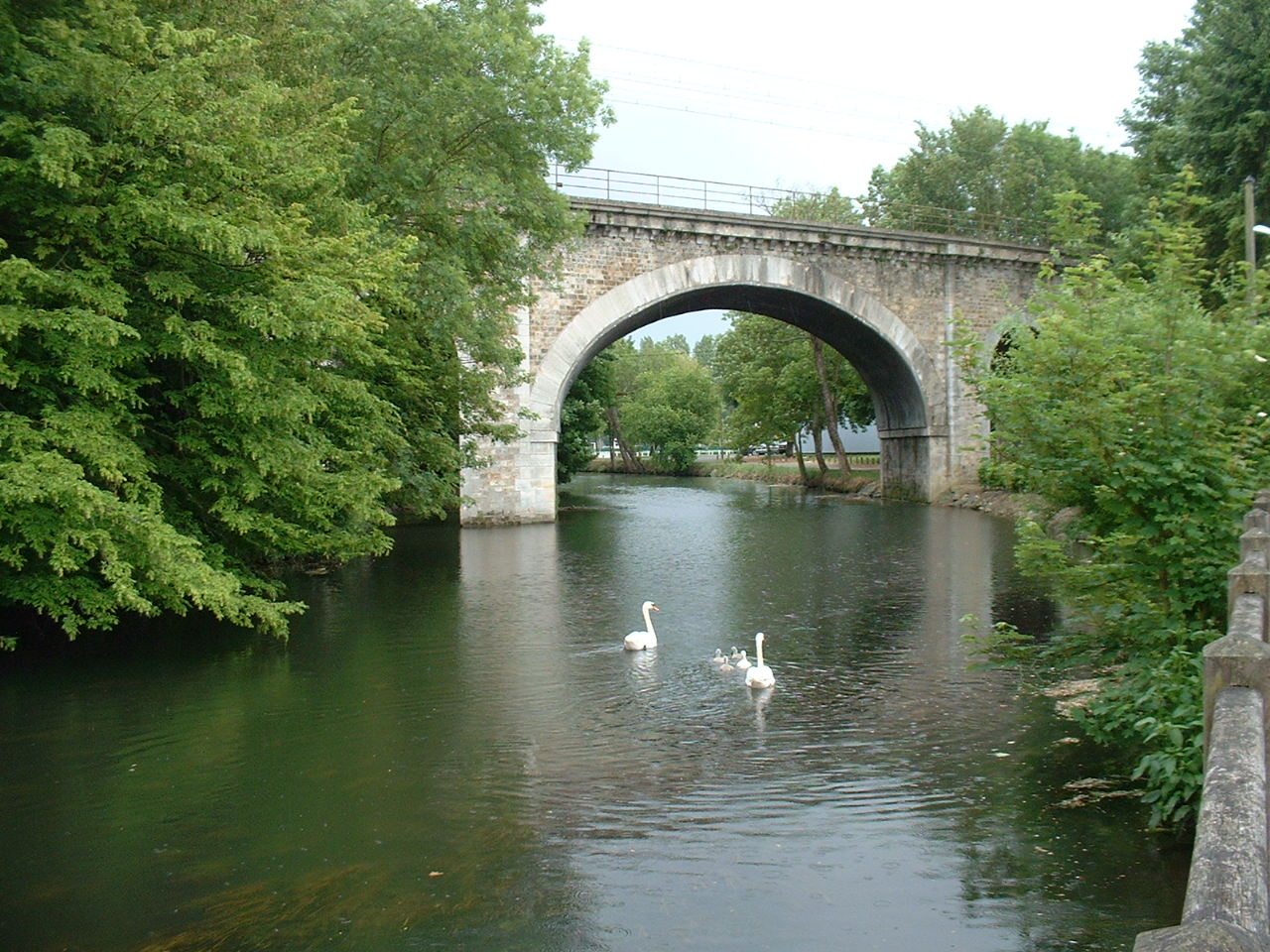
Viaduc sur l'Eure à Chartres de la ligne de Paris-Montparnasse à Brest.
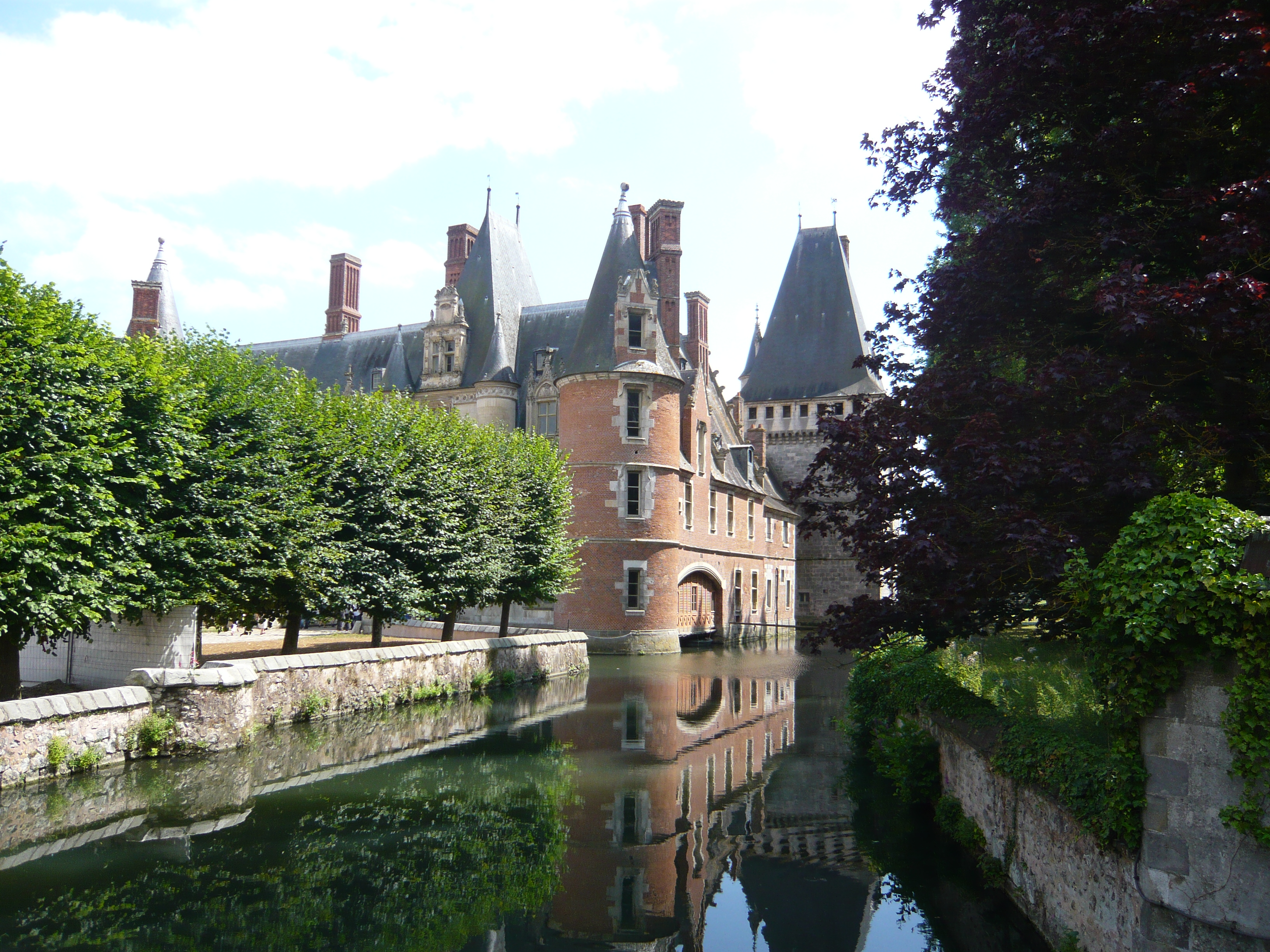
Le château de Maintenon vu depuis l'Eure.
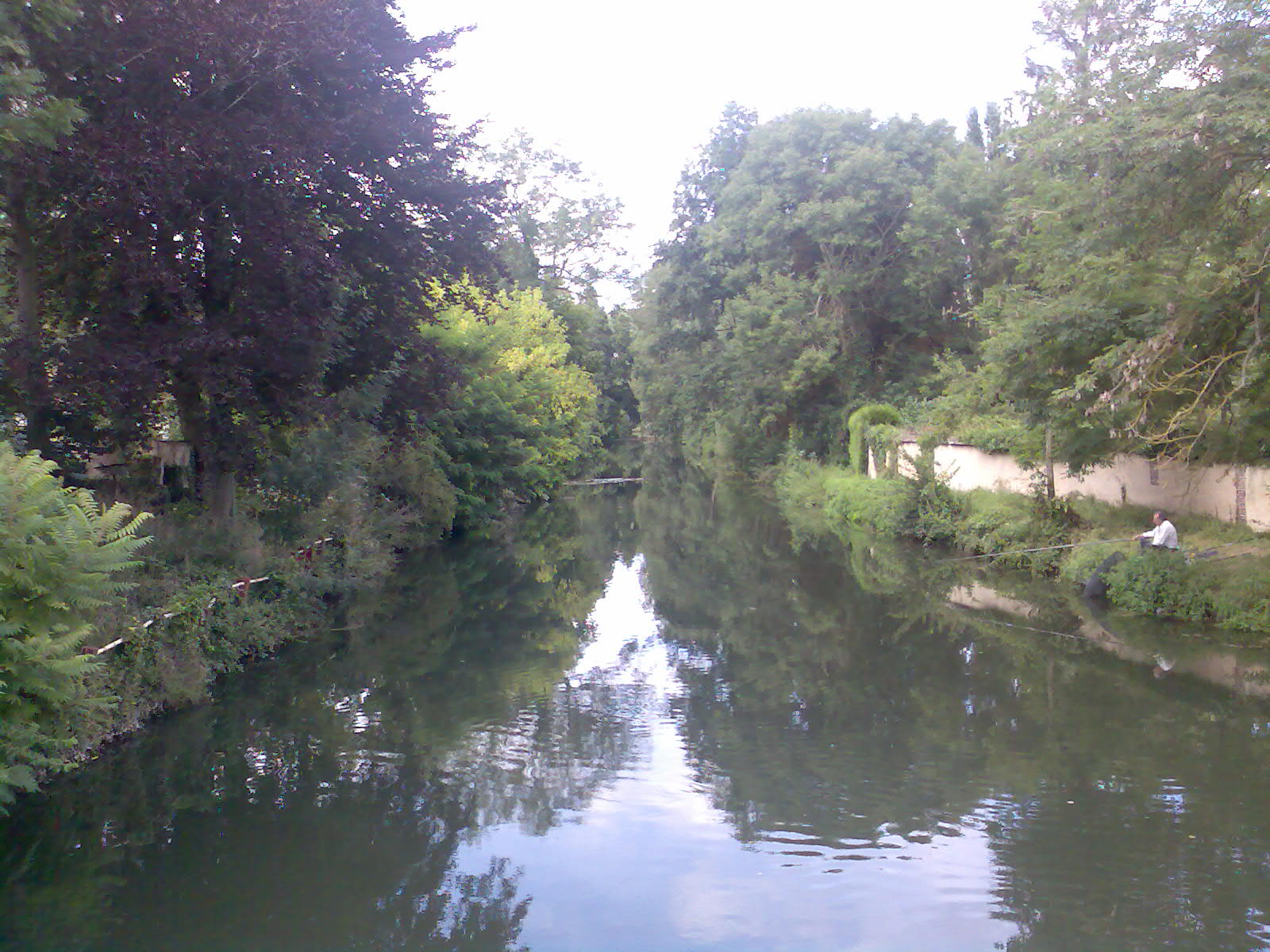
Écluzelles.

#### Département de l'Eure
Saint-Georges-Motel, Marcilly-sur-Eure, Croth, Ézy-sur-Eure, Ivry-la-Bataille, Garennes-sur-Eure, Bueil, Neuilly, Breuilpont, Merey, Gadencourt, Hécourt, Fains, Pacy-sur-Eure, Croisy-sur-Eure, Ménilles, Vaux-sur-Eure, Hardencourt-Cocherel, Houlbec-Cocherel, Jouy-sur-Eure, Chambray, Fontaine-sous-Jouy, Autheuil-Authouillet, Saint-Vigor, Crèvecœur (hameau de Clef Vallée d'Eure), Cailly-sur-Eure, Heudreville-sur-Eure, Acquigny, Le Mesnil-Jourdain, Pinterville, Louviers, Incarville, Le Vaudreuil, Val-de-Reuil, Léry, Les Damps, Pont-de-l'Arche, Criquebeuf-sur-Seine, Martot.
Sur la commune du Vaudreuil coule un bras de l'Eure, la Morte Eure.

L'Eure dans le département de l'Eure, d'amont en aval.
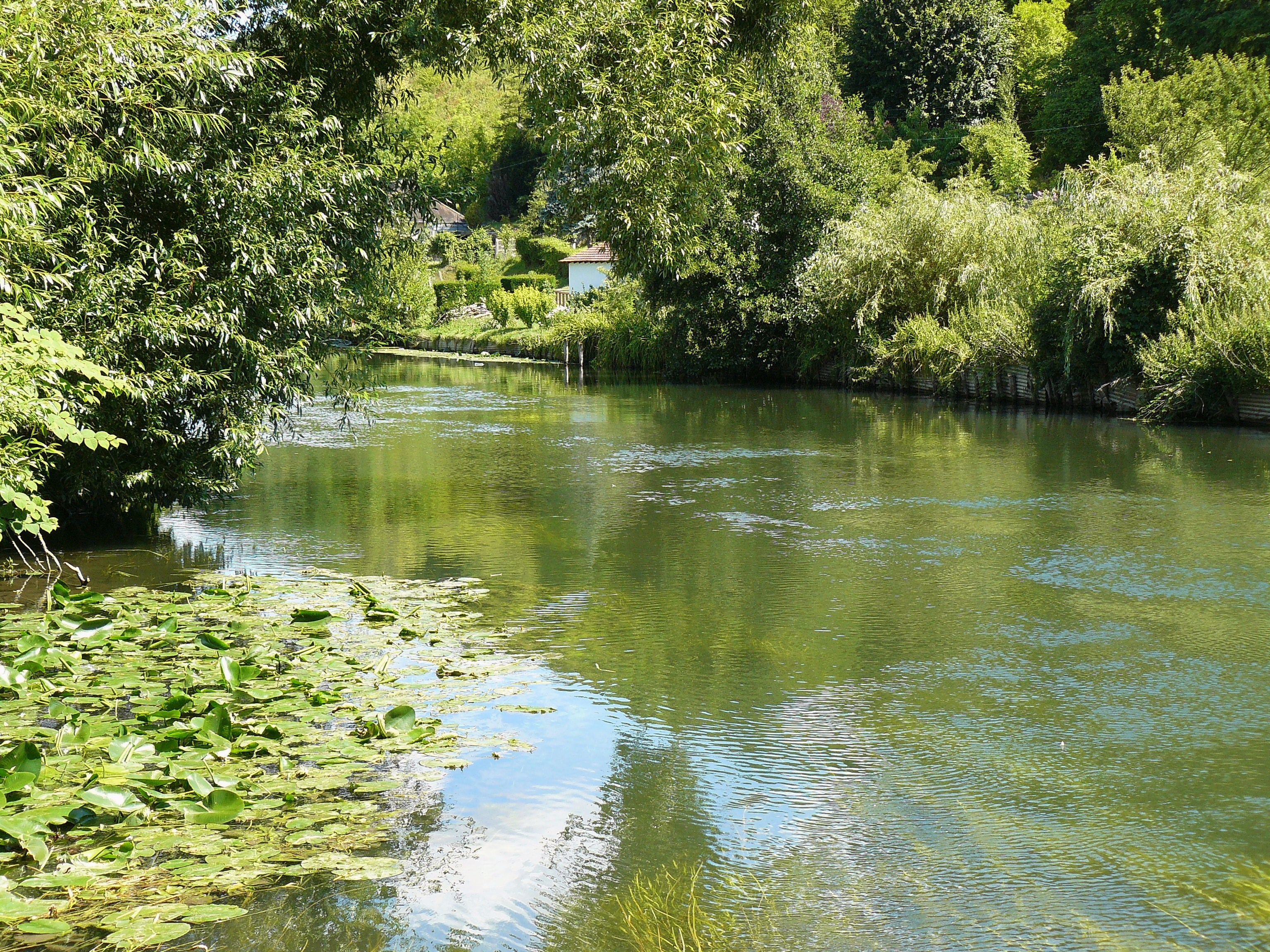
Marcilly-sur-Eure.
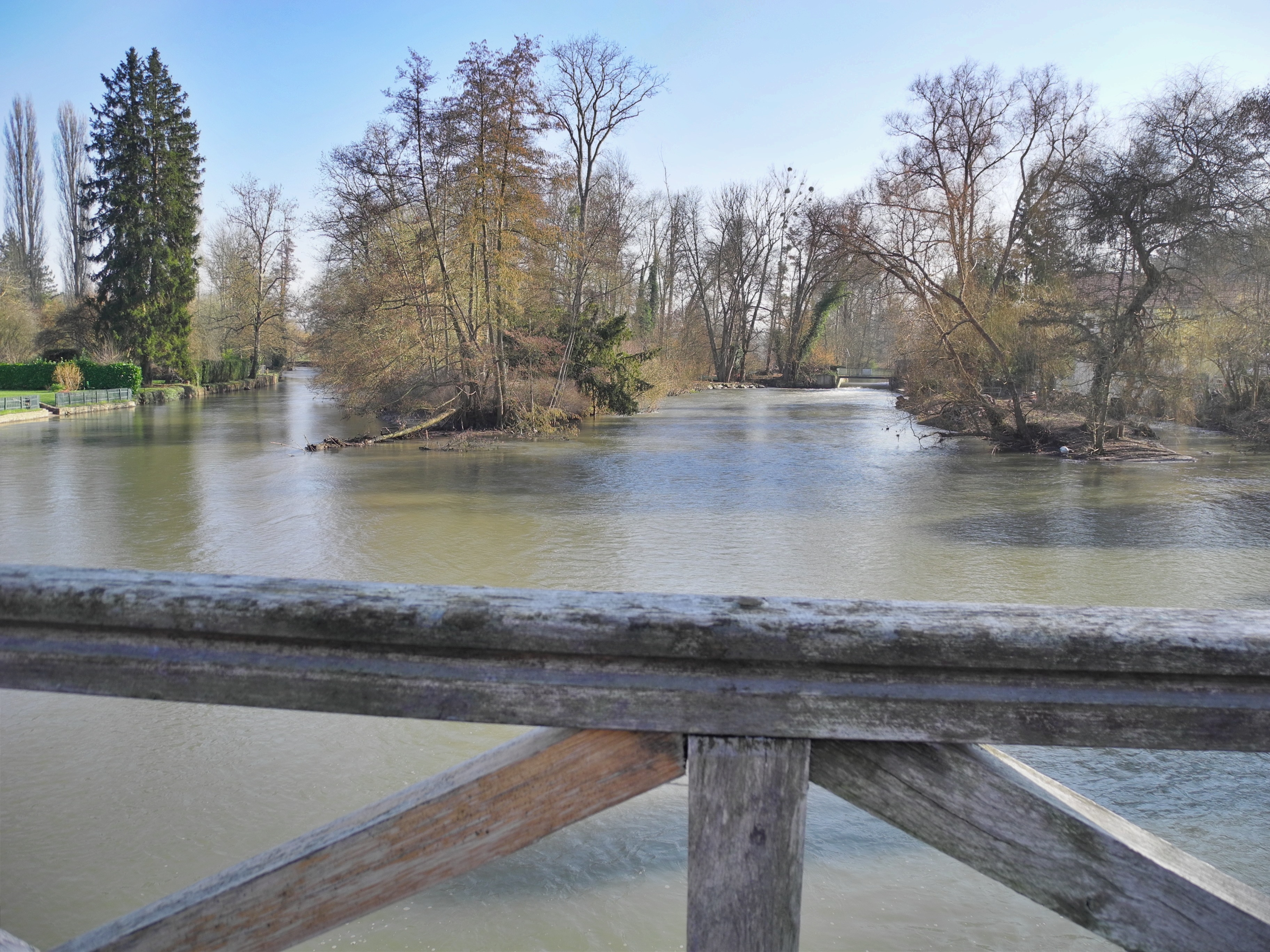
Neuilly-sur-Eure.
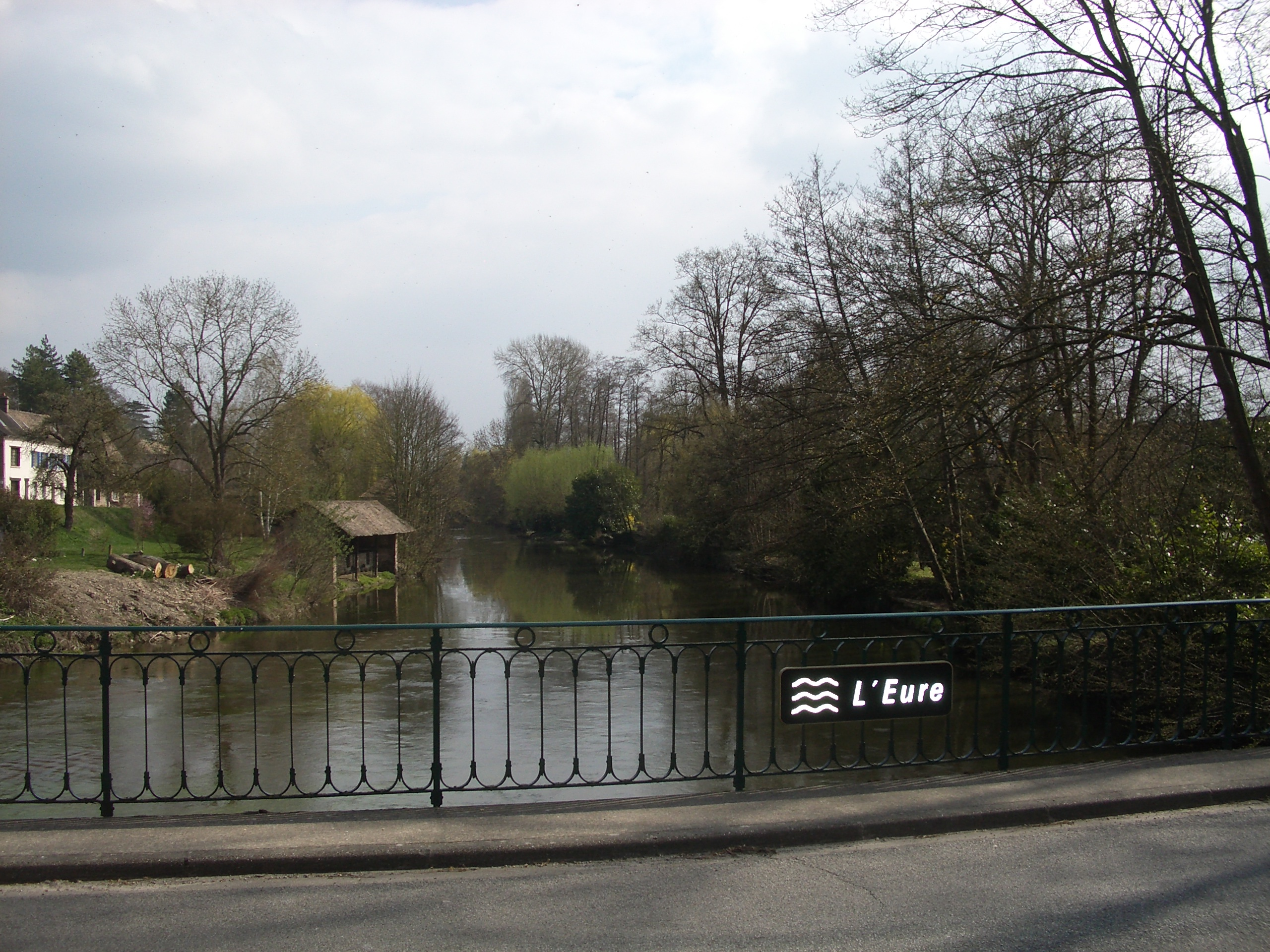
L'Eure à Cocherel, Houlbec-Cocherel.

#### Département de Seine-Maritime
Saint-Pierre-lès-Elbeuf.

### Toponymes
L'Eure a donné son hydronyme aux dix-huit communes suivantes, dans l'ordre alphabétique, de Cailly-sur-Eure, Clef Vallée d'Eure, Courville-sur-Eure, Croisy-sur-Eure, Écardenville-sur-Eure, Ézy-sur-Eure, Fontenay-sur-Eure, Garennes-sur-Eure, Heudreville-sur-Eure, Jouy-sur-Eure, La Lande-sur-Eure, Marcilly-sur-Eure, Neuilly-sur-Eure, Nogent-sur-Eure, Pacy-sur-Eure, Saint-Georges-sur-Eure, Vaux-sur-Eure, Villemeux-sur-Eure.

### Bassin versant
L'Eure traverse vingt-deux zones hydrographiques pour une superficie totale de 6 017 km2. Ce bassin versant est constitué à 71,19 % de « territoires agricoles », à 22,24 % de « forêts et milieux semi-naturels », à 6,14 % de « territoires artificialisés », à 0,42 % de « surfaces en eau », à 0,01 % de « zones humides ».

### Organisme gestionnaire
L'Eure fait partie du bassin Seine-Normandie. À ce titre, elle est gérée par le comité de bassin et l'agence du même nom dans le sous-bassin Seine-Aval.
Le sous-bassin Seine-Aval est lui-même divisé en 8 unités hydrographiques : Avre, Blaise, Drouette, Eure Amont, Eure Aval, Iton, Vesgre, Voise.

## Principaux affluents

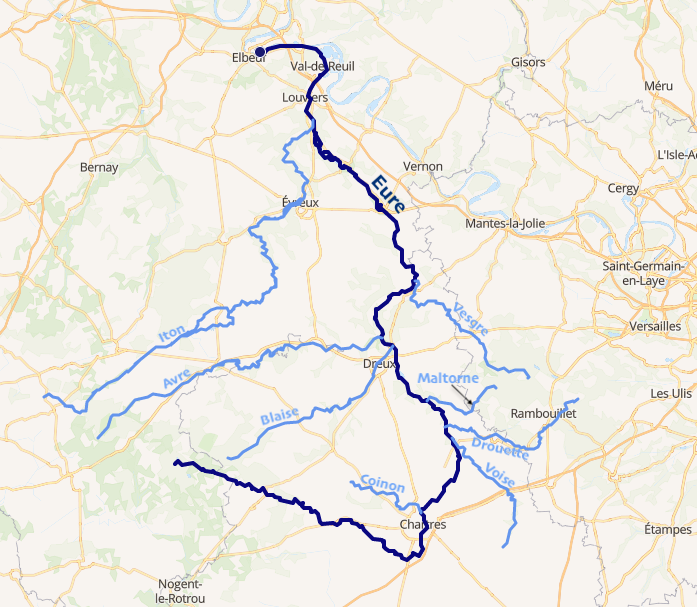
Cours de l'Eure et de ses principaux affluents (plus de 19 km)
Le Livier (17 km) et La Roguenette (14 km) ne sont donc pas représentés sur ce schéma.

De l'amont vers l'aval des confluences, les principaux affluents sont :

### Département de l'Orne
Néant

### Département d'Eure-et-Loir
- Le Livier (rd [note 3]), 17 km, confluence à Belhomert-Guéhouville.
- le Coinon (rg[note 4]), 22 km, confluence à Lèves.
- la Roguenette (rd[note 3]), 14 km, confluence à Saint-Prest.
- la Voise (rd[note 3]), 33 km, confluence à Pierres.
- la Drouette (rd[note 3]), 40 km, confluence à Villiers-le-Morhier.
- la Maltorne (rd[note 3]), 19 km, confluence à Chaudon.
- la Blaise (rg[note 4]), 49 km, confluence à Cherisy.
- l'Avre (rg[note 4]), 80 km, confluence à Montreuil.
- la Vesgre (rd[note 3]), 45 km, confluence à La Chaussée-d'Ivry.

### Département de l'Eure
- l'Iton (rg[note 4]), 132 km, confluence à Acquigny.

## Hydrologie

### L'Eure à Louviers
Le régime de l'Eure a été observé durant une période de 40 ans (1968-2007), à Louviers, ville du département de l'Eure située un peu en amont de son confluent avec la Seine. À cet endroit le bassin versant de la rivière est de 5 935 km2, soit la quasi-totalité de ce dernier.
Le module de l'Eure à Louviers est de 26,2 m3/s.
L'Eure présente des fluctuations saisonnières de débit fort peu importantes, avec des hautes eaux d'hiver-printemps portant le débit mensuel moyen au niveau de 29 à 34,6 m3/s, de décembre à début avril inclus (avec un maximum en janvier-février), et des basses eaux d'été de juin à octobre inclus, entraînant une baisse du débit moyen mensuel jusqu'à 19 m3/s au mois d'août, ce qui reste fort consistant.

### Étiage ou basses eaux
Cependant ces fluctuations mensuelles modérées cachent des irrégularités bien plus importantes sur de courtes périodes. Ainsi, le VCN3 peut chuter jusqu'à 11,0 m3/s, en cas de période quinquennale sèche, ce qui est peut-être assez élevé comparé à ce qui survient sur la grande majorité des cours d'eau du sud et de l'est de la France, mais est relativement plus bas que la plupart des cours d'eau de l'ouest du bassin de la Seine, comme l'Iton, le Thérain ou l'Epte. Le débit minimum enregistré sur 3 jours consécutifs est de 10,4 m3/s mesuré entre le 31 août et le 2 septembre 1991.

### Crues
Les crues peuvent être relativement importantes. Ainsi le débit instantané maximal enregistré à Louviers a été de 139 m3/s le 29 mars 2001 tandis que la valeur journalière maximale était de 140 m3/s le même jour. Le QIX 10 est de 96 m3/s, le QIX 20 de 110 m3/s et le QIX 50 de 130 m3/s. Les QIX 2 et QIX 5 valent respectivement 62 et 83 m3/s.

### Lame d'eau et débit spécifique
La lame d'eau écoulée dans son bassin versant est de 138 millimètres annuellement, ce qui est faible, nettement inférieur tant à la moyenne de la totalité du bassin de la Seine (230 à 240 millimètres par an), qu'à la moyenne d'ensemble de la France. Le débit spécifique (ou Qsp) atteint 4,4 litres par seconde et par kilomètre carré de bassin.

### Débits des cours d'eau du bassin de l'Eure
| Nom      | Localité                     | Débits en m3/s | Débits en m3/s | Débits en m3/s | Débits en m3/s | Débits en m3/s | Débits en m3/s | Débits en m3/s | Hauteur maxi (m) | Max. instant. | Max. journ. | Lame d'eau (mm) | Surface (km2) |
| Nom      | Localité                     | Module         | VCN3 (étiage)  | QIX 2          | QIX 5          | QIX 10         | QIX 20         | QIX 50         | Hauteur maxi (m) | Max. instant. | Max. journ. | Lame d'eau (mm) | Surface (km2) |
| -------- | ---------------------------- | -------------- | -------------- | -------------- | -------------- | -------------- | -------------- | -------------- | ---------------- | ------------- | ----------- | --------------- | ------------- |
|          |                              |                |                |                |                |                |                |                |                  |               |             |                 |               |
| Eure     | Saint-Luperce                | 1,60           | 0,110          | 21             | 30             | 37             | 43             | 51             | 1,71             | 46,8          | 44,3        | 153             | 330           |
| Eure     | Ver-lès-Chartres (1969-1985) | 2,39           | 0,260          | 18             | 25             | 30             | 34             | -              | 1,55             | -             | 31,4        | 133             | 568           |
| Drouette | Saint-Martin-de-Nigelles     | 0,89           | 0,260          | 6,4            | 9,4            | 11             | 13             | -              | 1,96             | 14,2          | 12,0        | 121             | 231           |
| Eure     | Charpont                     | 6,75           | 1,800          | 33             | 47             | 57             | 66             | 78             | 2,40             | 84,8          | 81,8        | 104             | 2 050         |
| Blaise   | Garnay                       | 1,96           | 0,820          | 14             | 20             | 25             | 29             | 34             | 2,55             | 27,2          | 22,6        | 150             | 413           |
| Avre     | Muzy                         | 3,45           | 0,900          | 15             | 20             | 24             | 27             | 31             | 1,38             | 31,1          | 30,3        | 124             | 880           |
| Eure     | Cailly-sur-Eure              | 18,30          | 6,800          | 53             | 75             | 89             | 100            | 120            | 2,45             | 119,0         | 118,0       | 126             | 4 598         |
| Iton     | Normanville                  | 3,79           | 1,700          | 8              | 9,8            | 11             | 12             | 14             | 1,41             | 17,9          | 17,1        | 116             | 1 031         |
| Eure     | Louviers                     | 26,00          | 11,000         | 62             | 81             | 95             | 110            | 120            | 2,22             | 139,0         | 140,0       | 138             | 5 935         |
|          |                              |                |                |                |                |                |                |                |                  |               |             |                 |               |

## Toponymie
L'ancien nom de l'Eure était Autura du temps des Gaulois. Elle a donné son nom à la cité d'Autricon qui est l'ancien nom de Chartres (Eure-et-Loir).

## Histoire

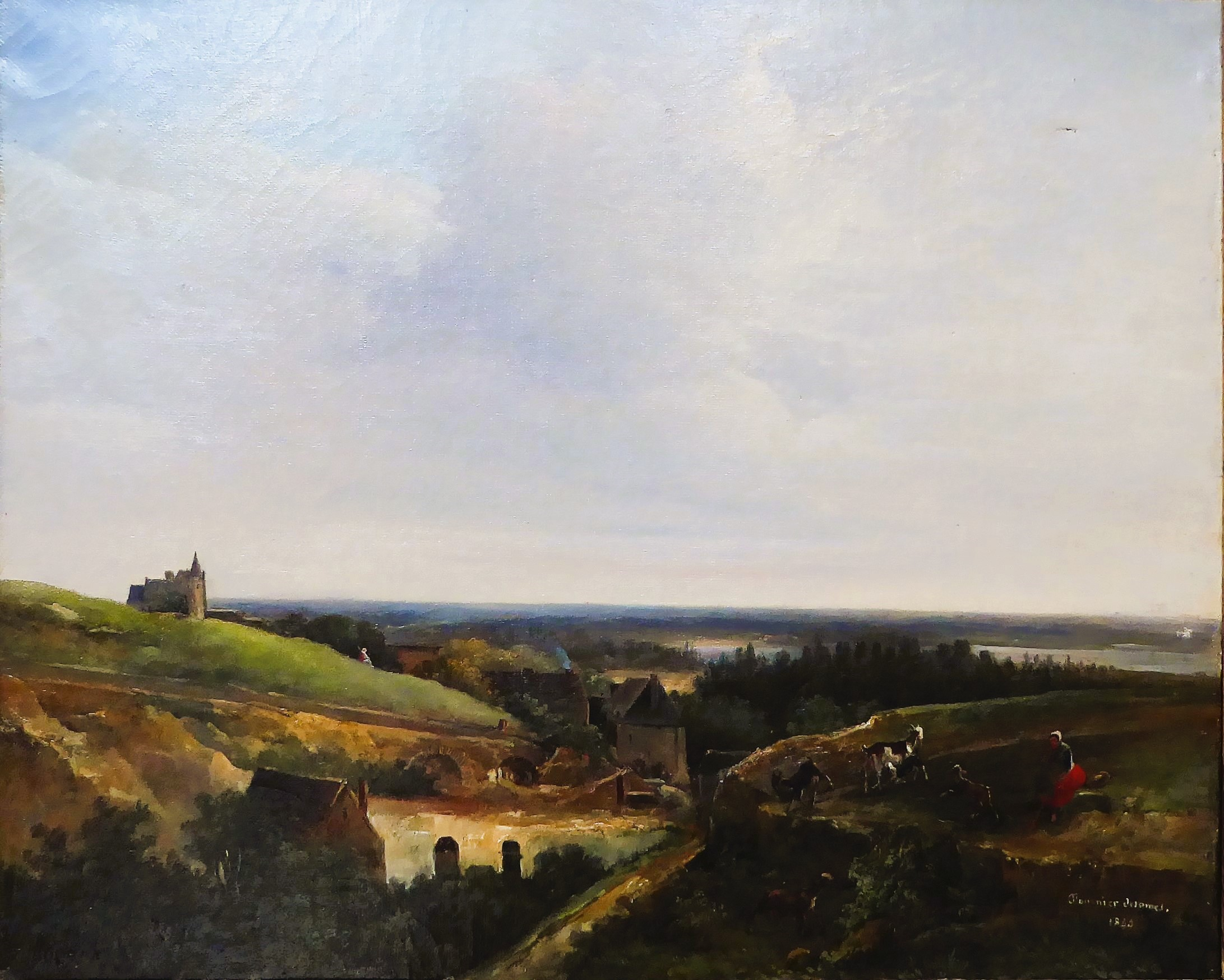
Vallée de l'Eure de Charles Fournier des Ormes, XIXe siècle, musée des Beaux-Arts de Chartres.

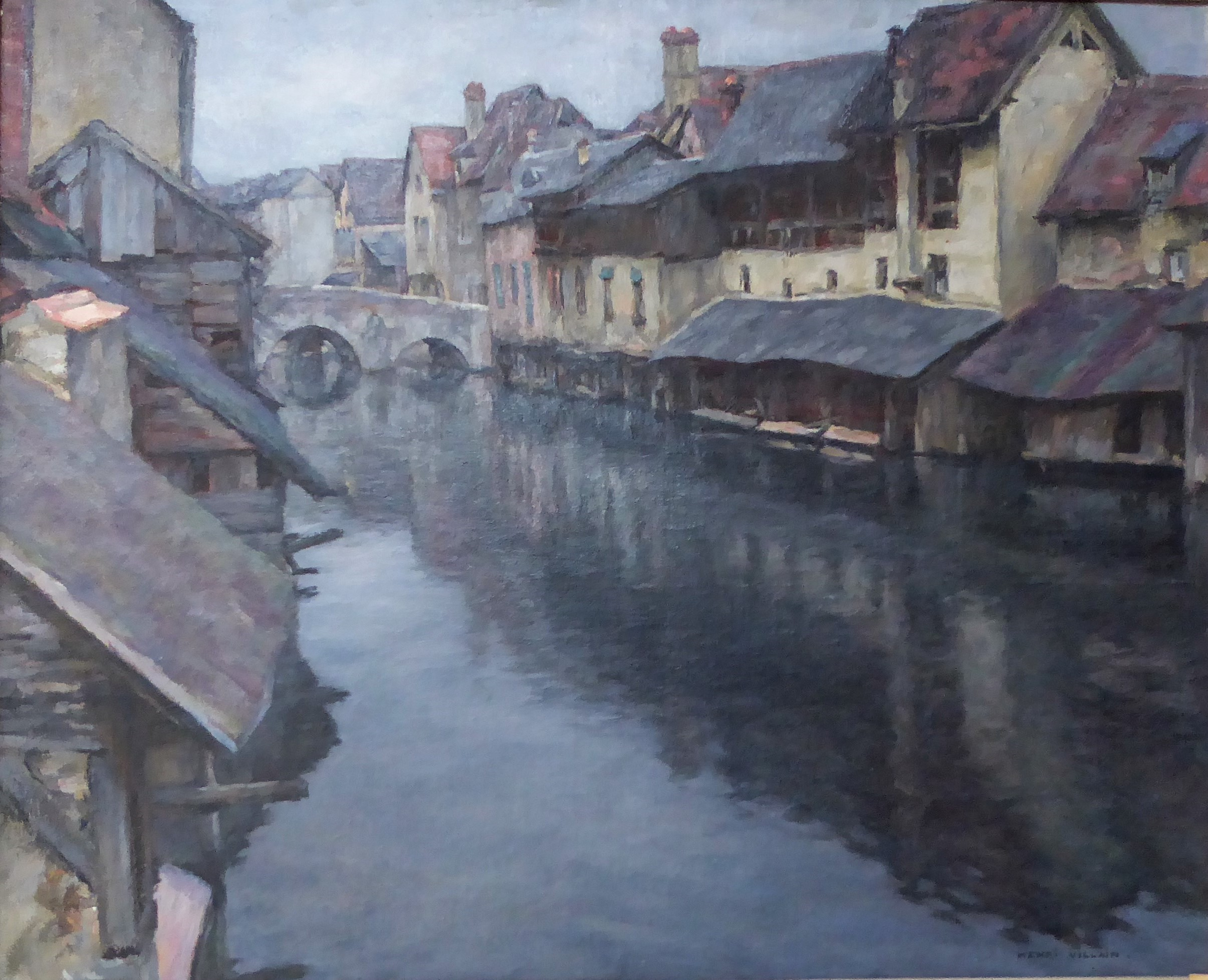
Vieux lavoirs sur l'Eure d'Henri Villain, musée des Beaux-Arts de Chartres (1936).

En 1685, lors de la construction du canal de l'Eure, dont le but était de capter les eaux de la rivière en amont de Pontgouin à destination du château de Versailles, l'Eure fut rendue navigable par Vauban afin de transporter les matériaux nécessaires à la réalisation de l'aqueduc de Maintenon. À certains endroits, l'Eure fut doublée par un canal, tel celui qui traverse Maintenon.